# Võ sĩ chuyên nghiệp
Võ sĩ chuyên nghiệp (tên gốc tiếng Anh: Black Cloud) là một bộ phim võ thuật của Mỹ do Rick Schroder đạo diễn và được trình chiếu vào năm 2004. Phim kể về sự khởi đầu sự nghiệp chơi quyền Anh của một thanh niên người da đỏ có tên là Mây Đen (Black Cloud)

## Nội dung phim
Mây Đen (do Eddie Spears đóng), là một thanh niên của bộ tộc Navajo một bộ lạc bản địa ở Mỹ, có năng khiếu đấm bốc và học đấm bốc từ nhỏ, nay chuẩn bị để vào cuộc thi thử chọn những người thi đấu Ô Lem píc cho Mỹ. Khi Eddie một cao bồi da trắng (do Rick Schroder thủ vai) quay lại quê của anh để nối lại quan hệ với bạn gái của Mây Đen là Sammi, một cô da đỏ ở địa phương (do Julia Jones đóng) cô này là bạn gái của Mây Đen nhưng trước đó khá chơi bời và từng ngủ với Eddie trong một đêm khi cô này xay xỉn và có thai, cô đẻ được một đứa con lai tên là Tyer, nhưng tay Edie sau đêm chơi bời đó đã bỏ đi, để mặc cô với đứa con của hắn. Eddie quay lại đòi quan hệ tiếp tục với cô nhưng đã bị từ chối vì Sammi giờ đã yêu Mây Đen. Eddie không đạt được mục đích nên quay lại sĩ nhục Mây Đen rằng mẹ anh ta là một người bán dâm và lập tức bị Mây Đen đánh ngất xỉu. Sau đó Mây Đen gặp rắc rối với cảnh sát của địa phương vì dám đánh người da trắng, nhưng cuối cùng mọi việc cũng ổn.
Trong một trận đấm bốc để chọn ra đại diện thi đấu cấp Bang ở địa phương, Norm Olsen, một nhà tuyển trạch các vận động viên Ôlimpic Quốc gia (do Peter Greene đóng) có đến tham dự (ông ta đi khắp nơi để tìm nhân tài cho Quốc gia). Sau khi chứng kiến sự thi đấu quyết liệt và nhân tố mới trong con người của Mây Đen ông ta tìm gặp anh. Mây Đen là một thanh niên mảnh khảnh nhưng rắn rỏi, anh có linh hồn của sói trong cơ thể, mỗi khi bị trúng đòn tơi bời thì tinh thần ấy lại nổi lên nhưng con sói đang nhe nanh gầm gừ để rồi bùng phát thành sức mạnh ghê gớm. Điều đó đã thể hiện trong trận đấu của Mây Đen.
Khi Olsen đề nghị Mây Đen tham gia kỳ thi để thi đấu cho đội Ô Lim píc Quốc gia Hoa Kỳ thì Mây Đen đã từ chối thẳng thừng vì anh ta căm gét người da trắng và không muốn chiến đấu vì người da trắng và đuổi Olsen đi. Anh ta không muốn tham gia thi đấu mà chỉ muốn cưới và lập gia đình với Sammi, nhưng cuộc tình hai người gặp nhiều rạn nứt và hiểu lầm, nhất là khi Eddie xuất hiện. Mặt khác Mây Đen cũng băn khoăn vì nguồn gốc của mình, anh chỉ biết mình là một người lai giữa người da trắng với người da đỏ (tuy nhiên da đỏ là Gen trội cho nên trông anh không khác lắm với người bản xứ) và anh cũng luôn có thành kiến với người da trắng.
Sau đó anh tìm về nơi mình sinh ra để hiểu nguồn gốc của mình và được biết tổ tiên của anh (nội tổ) là một người da trắng nước Đức có tên là Sói Trắng. Bà nội tổ của anh nguyên trước đây là một cô gái trẻ da đỏ chăn bò trên thảo nguyên, một ngày cô bị ba gã cao bồi mập ú da trắng nhìn thấy và rượt bắt theo cô để hiếp dâm, sau khi bị hiếp dâm, cô ta trở nên khủng hoảng tinh thần và đi lang thang với nhiều suy nghĩ trong đầu. Tình cờ cô ta gặp Sói Trắng đang cưỡi ngựa trên đường. Hai người yêu nhau và sinh con với nhau. Sau khi nhận biết được nguồn gốc của mình anh ta đã thay đổi nhiều về suy nghĩ, không thành kiến với người da trắng nữa mà chỉ lo nghỉ về bản thân mình và sự nghiệp thi đấu cùng với gia đình của mình. Mây Đen quay về là giảng hòa với Sammi và cầu hôn với cô này và quyết tâm tập luyện để tham gia giải đấu chuẩn bị cho Ôlempich.
Anh ta đã chiến thắng liên tiếp đến khi vào chung kết gặp Rocket Ray Tracy (Pooch Hall thủ vai) một tay đấm có hạng. Một trận chung kết kịch tính đã diễn ra hết sức gay cấn. Ban đầu hai đối thủ lao vào ra đòn quyết liệt với nhau, không ai chịu ai, Nhưng Rocket sau đó dần chiếm ưu thế vì thể lực sung mãn và kinh nghiệm phong phú, anh ta ra đòn liên tục và Mây Đen đai bị dính nhiều đòn, thậm chí phải nằm sân, nhưng anh cũng gắng gượng thi đấu. Những hiệp tiếp theo ưu thế vẫn thuộc về Rocket và đến gần cuối hiệp cuối cùng anh ta tung cú đấm móc khiên Mây Đen bất tỉnh. Trong lúc bất tỉnh Mây Đen mơ gặp lại mẹ của anh và từ đó đã cho anh thêm động lực để thi đấu. Sau cùng anh vùng dậy và máu sói trong anh lại nổi lên và tinh thần thi dấu lên rất cao, anh gầm gừ trong cổ họng và ánh mắt đầy sát khi đó Rocket dù liên tục ra đòn vào anh nhưng lại vô cùng sợ hãi. Cuối cùng Mây Đen bùng nổ, tung đòn dồn dập vào Rocket và tung cú đấm móc hạ gục anh này, giành chiến thắng trong sự vỡ òa sung sướng của người dân địa phương đến dự khán. Đó là một sự khởi đầu hoàn hảo cho một võ sĩ chuyên nghiệp.